# TAKI 183
Dimitraki, más conocido como TAKI 183, es un artista de grafiti estadounidense que nació en Nueva York, pero conserva raíces griegas, por ello su nombre. TAKI es el diminutivo de Dimitraki y el 183 es el número de la calle en donde habitaba en aquella época.

## Biografía
En el otoño de 1970, TAKI fue a la escuela secundaria en Midtown Manhattan, tomando el tren 1 de ida y vuelta. En el camino, escribió TAKI 183 en las estaciones de metro y en cualquier otro lugar que creía que era un buen lugar. Había visto los carteles y calcomanías electorales pegados a la ciudad en 1968, y nuevamente en 1970, y emuló sus tácticas de campaña.
Dimitraki era un adolescente que trabajaba como cadete en la ciudad de New York (aunque otras fuentes mencionan que era repartidor de cosméticos) y durante sus continuos viajes por la ciudad comenzó a escribir su seudónimo de forma compulsiva en todos los lugares que podía: TAKI 183.(...) A través de un trabajo metódico y constante, la firma TAKI 183 fue etiquetando paredes, carteles, monumentos y el transporte público, haciendo de esta inscripción un fenómeno reconocido entre los habitantes de la ciudad. Junto a él, otras personas se sumaron a una moda que fue ganando adeptos. FRANK 207, CHEW 127 o BARBARA 62 son solo algunos otros ejemplos con los cuales se inauguró el fenómeno del tagging.
En julio de 1971, el periódico The New York Times, escribió un artículo sobre lo que él estaba haciendo:

Su TAKI 183 aparece en estaciones de metro y dentro de vagones de metro de toda la ciudad, en paredes a lo largo de Broadway, en el Aeropuerto Internacional Kennedy, en Nueva Jersey, Connecticut, en el norte del estado de Nueva York y otros lugares. 
Ha generado cientos de imitadores, incluidos Joe 136, BARBARA 62, EEL 159, YANK 135 y LEO 136. 
Para eliminar esas palabras, además de las obscenidades y otros grafiti en las estaciones de metro, costó 80,000 horas hombre, o alrededor de $ 300,000, en el último año, estima la Autoridad de Tránsito.

En la actualidad se dedica a vender mercancía con su tag, a través de su sitio web, pues ahora esta firma funciona como una marca.